# Ein fast perfekter Seitensprung
Ein fast perfekter Seitensprung ist eine österreichische Komödie aus dem Jahr 1995. Nach dem großen Erfolg des Kinofilms folgten zwei Fortsetzungen, Im Jahr 1997 Eine fast perfekte Scheidung und 1999 Eine fast perfekte Hochzeit.

## Handlung
Henny, eine selbstbewusste Schneiderin, lebt bei ihren schrulligen Eltern in einem Dorf nahe Cuxhaven. Sie ist liiert mit Martin, dem Sohn der adeligen Eigentümerfamilie der örtlichen Werft. Kurz vor der geplanten Hochzeit erfährt Henny, dass Martins überhebliche Mutter ihr Privatleben ausspioniert hat. Daraufhin weigert sie sich, vor dem Traualtar das Jawort zu geben und nimmt Reißaus. Ohne einen Cent in der Tasche fliegt sie nach Wien, wo sie Sigi begegnet. Henny hält Sigi für einen wohlhabenden Junggesellen, in Wirklichkeit ist er aber ein verheirateter Schaufensterdekorateur. Sigis Ehe ist in der Krise und er wird von seiner Ehefrau ständig fälschlich der Untreue verdächtigt. Henny und Sigi verlieben sich, aber als Henny erfährt, dass Sigi verheiratet ist und eine Tochter hat, läuft sie erneut davon, worauf Sigi seine Frau verlässt und Henny folgt.

## Drehorte
Norddeutschland und Wien.